# Generalgouverneur von Australien
Der Generalgouverneur von Australien (englisch Governor-General of Australia, vormals Governor-General of the Commonwealth of Australia) ist die Vertretung des Staatsoberhauptes der Commonwealth Realms in Personalunion in seiner Funktion als König von Australien, zurzeit Charles III.
Die Anrede lautet bei männlichen Amtsinhabern „His Excellency the Honourable“ und bei weiblichen Amtsinhabern „Her Excellency the Honourable“.

## Aufgaben
Der Generalgouverneur ist de jure die höchste Kraft der Exekutive. Er ist Präsident des Federal Executive Council und oberster Kommandant der australischen Streitkräfte. Zu seinen Aufgaben gehört die Ernennung von Ministern, Richtern und Botschaftern. Seine Zuständigkeiten und Befugnisse werden in der australischen Verfassung detailliert beschrieben.
Obwohl die Verfassung den Generalgouverneur mit umfangreicher Macht ausstattet, handelt er – in Übereinstimmung mt dem Westminster-System – mit wenigen Ausnahmen nur auf Anraten (advice) des Premierministers und seines Kabinettes. Üblicherweise ernennt der Generalgouverneur den Anführer der größten Partei oder Koalition im Repräsentantenhaus zum Premierminister.

## Geschichte
Der Generalgouverneur wird seit 1929 vom australischen Premierminister vorgeschlagen und vom Monarchen ernannt, wobei seit 1965 nur noch Australier vorgeschlagen und ernannt wurden. Derzeitige Amtsinhaberin ist seit 1. Juli 2024 Sam Mostyn.
Während der Australischen Verfassungskrise von 1975 handelte der Generalgouverneur John Kerr entgegen den Grundsätzen des Westminster-Systems: Er entließ den damaligen Premierminister Gough Whitlam und ernannte stattdessen Malcolm Fraser als kommissarischen Premierminister. Auf Anraten Malcom Frasers löste Kerr Senat und Repräsentantenhaus auf, um Neuwahlen auszuschreiben. Dieses Vorgehen war umstritten und hat es vorher und danach nicht mehr gegeben.

## Liste der Amtsinhaber
siehe Liste der Generalgouverneure Australiens